# 仁戸名町
仁戸名町（にとなちょう）は、千葉県千葉市中央区にある町丁。郵便番号は260-0801。

## 地理
千葉市中央区の東部に位置しており、中央区星久喜町、松ケ丘町、大森町、花輪町、赤井町、川戸町、緑区平山町、大宮町と隣接する。

### 河川
- 支川都川

## 歴史

### 地名の由来
15世紀ごろに仁戸名を姓とするものが居住していた資料が残っていることから郷土史家の和田茂右衛門はその時代には村名が仁戸名であったことは明らかであると述べている。「にた（谷の湿地）」、「な（場所）」を示すものであるといわれている。

### 沿革
千城村の頃は仁戸名であったが、のちに千葉市仁戸名町に改称している。
- 1944年（昭和19年）2月11日 - 千城村の合併に伴い千葉市の一部となる。
- 1992年（平成4年）4月1日 - 千葉市が政令指定都市へ移行し、中央区の一部となる。

## 世帯数と人口
2021年（令和3年）3月末現在の世帯数と人口は以下の通りである。
| 世帯数    | 人口    |
| --------- | ------- |
| 4,167世帯 | 8,246人 |

## 小・中学校の学区
市立小・中学校に通う場合、学区は以下の通りとなる。
|              | 小学校               | 中学校               |
| ------------ | -------------------- | -------------------- |
| 1～480番地   | 千葉市立松ケ丘小学校 | 千葉市立松ケ丘中学校 |
| 483～679番地 | 千葉市立仁戸名小学校 | 千葉市立松ケ丘中学校 |
| 681番地以降  | 千葉市立川戸小学校   | 千葉市立川戸中学校   |

## 交通
- 千葉県道20号千葉大網線
- 土気往還 - 当地に一里塚が存在した。

## 施設
- 国立病院機構千葉東病院
- 地域医療機能推進機構千葉病院
- 千葉県立保健医療大学 仁戸名キャンパス
- 淑徳大学 千葉第二キャンパス
- 仁戸名市民の森